# Federació Coordinadora de Muixerangues
La Federació Coordinadora de Muixerangues és un organisme creat el 2018 per ajudar a gestionar i coordinar totes les colles de muixerangues, tant les més com les menys tradicionals.

## Història
El 2005 es va fer un primer intent d'agrupar les colles en ple explosió del món muixeranguer impulsat per la Nova Muixeranga d'Algemesí, la Muixeranga de la Safor, el Ball de Locos de l'Olleria, el Ball de Negrets de l'Alcúdia i la Muixeranga de Sueca. Van organitzar una ronda d'aplecs però no van anar més enllà.
El 2011 la Unesco va declarar Patrimoni Immaterial de la Humanitat les Processons en Honor a la Mare de Déu de la Salut d'Algemesí, entre les quals hi ha la Muixeranga. Aquest fet va impulsar la fundació de diverses muixerangues, el que va evidenciar la necessitat d'una entitat coordinadora.
La primera pedra de l'actual Federació Coordinadora de Muixerangues la va posar el 2015 la I Diada Muixeranguera d'Alacant, que va convocar 12 colles. Un altre fet significatiu va ser la inauguració del Cau Muixeranguer de Castelló al març del 2017. Es va decidir que a l'entitat hi havien d'estar totes les colles representades i que les bases s'establirien per consens. Es van fer diverses reunions a Algemesí, Gandia i l'Alcúdia aquell mateix any, i en aquesta última localitat es van aprovar els estatuts.
La fundació va ser el 20 de gener del 2018 a Algemesí. Entre els principals reptes que es va marcar l'entitat presidida per Enric Sorribes, de la Conlloga Muixeranga de Castelló, hi havia la creació d'un catàleg unificat de figures, millorar la formació, aconseguir millors assegurances i crear protocols de sanitat i seguretat. El mateix any l'entitat va guanyar el premi a l'Ús Social del Valencià d'Escola Valenciana, que es va lliurar el 17 de novembre del mateix any.
El 2019 l'entitat, que comptava amb 21 colles agrupades, va signar un conveni amb l'Institut Valencià de Cultura per promoure i dignificar la muixeranga com a tradició i expressió cultural valenciana. També va signar un altre conveni amb la Universitat d'Alacant amb el mateix objectiu.
En l'assemblea general a Alacant del 2020 es van afegir la Muixeranga de la Marina Baixa i la Muixeranga de la Vall d’Albaida, totes dues fundades el 2018, i en 2021 va ingressar la Muixeranga de València, amb les quals l'entitat passava a comptar amb 23 colles. Les colles es classifiquen dins la Federació en base a l'alçaria que han assolit l'any anterior, per la qual cosa les tipologies són les següents: Muixerangues en formació o muixerangues de tres, Muixerangues de quatre, Muixerangues de cinc, Muixerangues de sis i Muixerangues tradicionals.
El 2021 l'ETNO va organitzar l'exposició Muixerangues al cel en col·laboració amb la Federació Coordinadora de Muixerangues.

## Colles de muixerangues de la Federació Coordinadora de Muixerangues
Classificades segons les alçades assolides l'any 2019:
1- Muixerangues en formació o muixerangues de tres
- Muixeranga del Campello
- Muixeranga de Guadassuar "La Carabassota"
- Muixeranga de la Marina Alta
- Muixeranga de la Marina Baixa
- Muixeranga de la Vall d'Albaida
- Muixeranga "Penyeta Blanca" de Cocentaina

2 - Muixerangues de quatre
- Muixeranga de Sueca
- Muixeranga de Cullera
- Muixeranga de Vinaròs
- Muixeranga La Torrentina
- Muixeranga de la Plana
- Muixeranga d'Alginet

3 - Muixerangues de cinc
- Muixeranga de la Safor
- Conlloga Muixeranga de Castelló
- Muixeranga d'Alacant
- Jove Muixeranga de València
- Muixeranga de Xàtiva
- Muixeranga de Barcelona

4 - Muixerangues de sis
- Muixeranga d'Algemesí
- Nova Muixeranga d'Algemesí

5 - Muixerangues tradicionals
- Ball dels Locos de l'Olleria
- Negrets de l'Alcúdia